# Peter Storrer

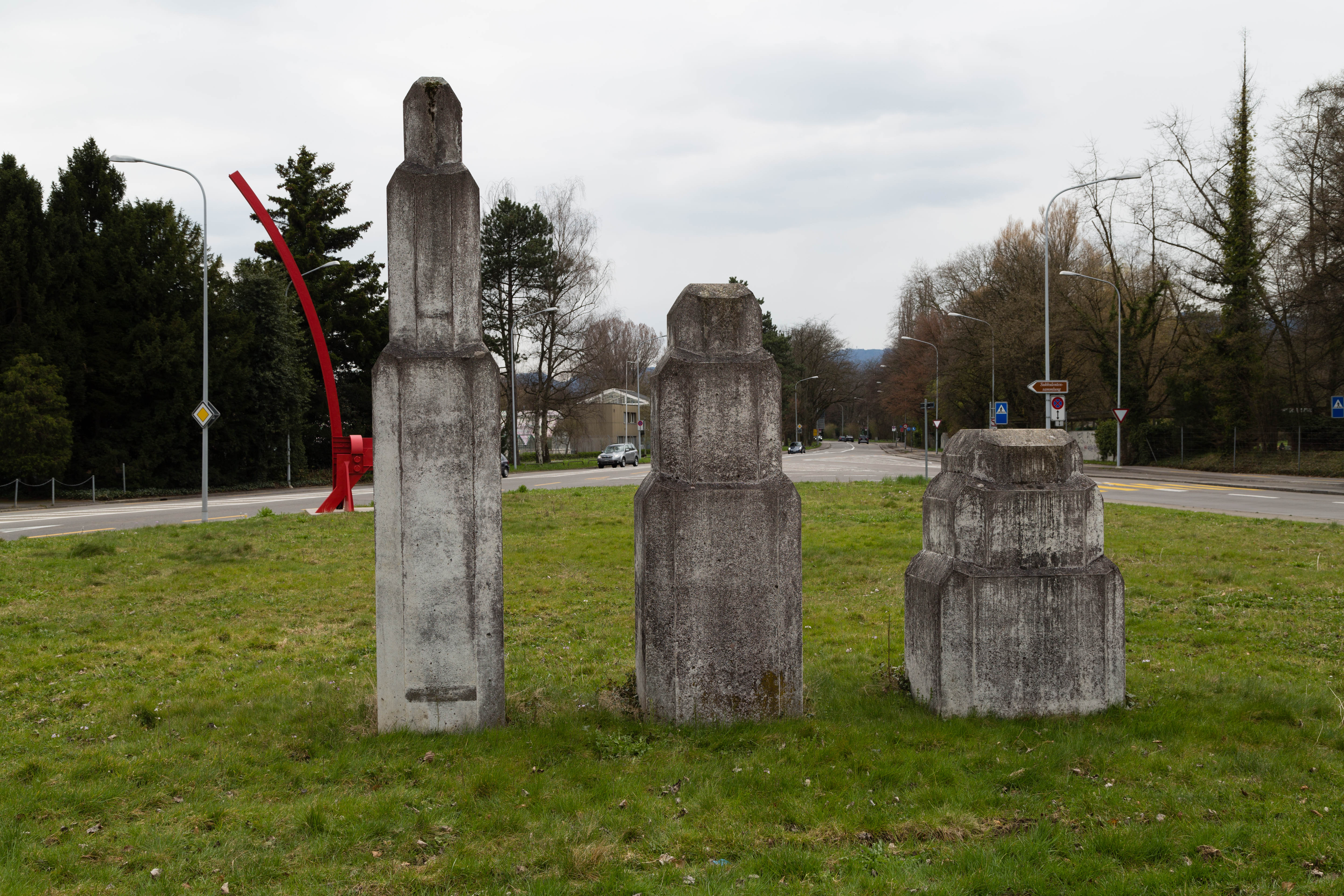
Drei Obelisken (Zürich)

Peter Storrer (geboren 19. April 1928 in Dornach SO; gestorben 3. September 2016 in Zürich) war ein Schweizer Bildhauer.

## Leben und Wirken
Peter Storrers Vater war als Verleger tätig und ein Mitarbeiter von Rudolf Steiner. Er verunglückte mit einem Sportflugzeug, als Storrer zwei Jahre alt war. Seine dänische Mutter arbeitete als Journalistin unter anderem bei der Zeitschrift Du. Storrer  besuchte zeitweise die Steiner-Schule, in der er sich wohlfühlte. Er sah sich als Autodidakten auf vielen Gebieten.
Storrer machte eine Lehre als Steinbildhauer in Bern und wurde Mitarbeiter von Hans Aeschbacher in Zürich, der seinerzeit einen Stier aus einem grossen Findling haute.
Sein Bildhaueratelier hatte Storrer in der Roten Fabrik. Er gehörte der   Arbeitsgemeinschaft Zürcher Bildhauer (AZB) an, die ihn auch dabei unterstützte, seine Skulpturen in Beton zu giessen. Ein Vorbild war ihm der Maler Varlin.
Er fand auf dem Friedhof Sihlfeld seine letzte Ruhestätte.